# Marathon van Dubai 2008
De marathon van Dubai 2008 vond plaats op vrijdag 18 januari 2008. Het was de negende editie van het jaarlijkse evenement. Net als vorig jaar werd het gesponsord door Standard & Chartered.
De wedstrijd bij de mannen werd gewonnen door Haile Gebrselassie in 2:04.53, de tweede snelste marathontijd ooit gelopen. Bij het 10 kilometerpunt (28.39) en het halve marathonpunt (1:01.27) lag hij op een schema voor een tijd van om en nabij de 2 uur en 3 minuten. Dit tempo bleek echter te veel gevraagd en na het wegvallen van zijn laatste haas Abel Kirui bij het 30 kilometerpunt moest Gebrselassie zijn doel bijstellen en genoegen nemen met een overwinning en de tweede tijd ooit gelopen op dat ogenblik. De Keniaan Isaac Macharia Wanjohi eindigde op een achterstand van ruim twee minuten.
Bij de vrouwen ging de overwinning naar de Ethiopische Berhane Adere, die na 2:22.42 de finish passeerde, bijna een halve minuut sneller dan haar landgenote Bezunesh Bekele, die 2:23.09 liet noteren.
Het prijzengeld voor de eerste man en eerste vrouw was $ 250.000.
Er waren 657 deelnemers, waarvan 607 mannen en 50 vrouwen.

## Uitslagen

### Mannen
| rang   | naam                   | land | tijd    |
| ------ | ---------------------- | ---- | ------- |
| Goud   | Haile Gebrselassie     | ETH  | 2:04.53 |
| Zilver | Isaac Macharia Wanjohi | KEN  | 2:07.16 |
| Brons  | Sammy Korir            | KEN  | 2:08.01 |
| 4      | Gudisa Shentema        | ETH  | 2:09.27 |
| 5      | Tesfaye Tola           | ETH  | 2:09.38 |
| 6      | Raymond Kipkoech       | KEN  | 2:09.39 |
| 7      | Deressa Chisma         | ETH  | 2:10.16 |
| 8      | Asnake Fikadu          | ETH  | 2:11.04 |
| 9      | Gashaw Asfaw           | ETH  | 2:12.03 |
| 10     | William Rotich         | KEN  | 2:12.20 |
| 11     | Tariku Bokan           | ETH  | 2:12.23 |
| 12     | Solomon Negash         | ETH  | 2:13.12 |
| 13     | Martin Fagan           | IRL  | 2:14.04 |
| 14     | Linus Ngetish          | KEN  | 2:14.39 |
| 15     | Dereju Tesfaye         | ETH  | 2:17.18 |
| 16     | Abate Astatke          | ETH  | 2:20.37 |
| 17     | Tola Debele            | ETH  | 2:23.23 |
| 18     | Tezera Tesfaye         | ETH  | 2:24.36 |
| 19     | Redouane Bouchemale    | ETH  | 2:27.05 |
| 20     | Kawo Kilil             | MAR  | 2:28.22 |

### Vrouwen
| rang   | naam                 | land | tijd    |
| ------ | -------------------- | ---- | ------- |
| Goud   | Berhane Adere        | ETH  | 2:22.42 |
| Zilver | Bezunesh Bekele      | ETH  | 2:23.09 |
| Brons  | Askale Tafa          | ETH  | 2:23.23 |
| 4      | Rose Cheruiyot       | KEN  | 2:25.48 |
| 5      | Alice Chelengat      | KEN  | 2:27.29 |
| 6      | Asha Gigi            | ETH  | 2:28.24 |
| 7      | Shitaye Gemechu      | ETH  | 2:30.20 |
| 8      | Robe Tola            | ETH  | 2:33.44 |
| 9      | Kidist Teka          | ETH  | 2:35.58 |
| 10     | Lucia Kimani         | KEN  | 2:37.37 |
| 11     | Ornella Ferrara      | ITA  | 2:37.37 |
| 12     | Marina Ivanova       | RUS  | 2:38.57 |
| 13     | Terry Hislop         | GBR  | 2:53.47 |
| 14     | Anne Mari Hyrylainen | FIN  | 2:55.18 |
| 15     | Ka Wai Lai           | HKG  | 3:00.19 |

2000 ·
2001 ·
2002 ·
2003 ·
2004 ·
2005 ·
2006 ·
2007 ·
2008 ·
2009 ·
2010 ·
2011 ·
2012 ·
2013 · 
2014 · 
2015 ·
2016 ·
2017